# Chitonaleyrodes canberrensis
Chitonaleyrodes canberrensis là một loài côn trùng cánh nửa trong họ Aleyrodidae, phân họ Aleyrodinae.
Chitonaleyrodes canberrensis được Martin miêu tả khoa học đầu tiên năm 1999.